# 青島控股
青島控股（國際）有限公司，簡稱青島控股（國際）和青島控股（英語：Qingdao Holdings International Limited，港交所：0499）前稱華脈無綫通信有限公司，主席為廖信全。現時為物業租賃、停車場管理及貸款融資業務。也是從百利好集團換取上市。

## 外部連結
- qingdaohi.com/ （页面存档备份，存于）